# Rabbit Hole (canção)
"Rabbit Hole" (ラビットホール, Rabitto Hōru) é uma canção de 2023 escrita pelo produtor musical japonês Deco*27, com a participação da cantora virtual Vocaloid Hatsune Miku. O arranjo adicional foi fornecido por tepe, e kemu tocou baixo. Cerca de dez meses após seu lançamento, uma curta animação feita por fãs da música, "Pure Pure", tornou-se viral e fez com que a música ressurgisse fora do Japão.
Os trechos da música foram disponibilizados ao público como parte do "Remix Project" de Dwango.

## Música e letra
"Rabbit Hole" é uma música de dance-rock-denpa no estilo kawaii pop com uma batida leve de 4/4, frases agudas de guitarra de bobina única e guitarra de apoio pesada.
A letra descreve uma garota que obedece a seus instintos e a compara a um coelho.

## Videoclipe
Um videoclipe para "Rabbit Hole", ilustrado por Omutatsu, foi lançado em 19 de maio de 2023. A ilustração do videoclipe mostra Hatsune Miku vestida como uma coelhinha com cartas de baralho no peito. Aone Komachi, da Real Sound, a descreveu como uma "garota com veneno escondido em sua doçura". Fontes com glitter e elementos kawaii, como esmaltes e bonecas, também aparecem no videoclipe.

## Na cultura popular
Em 7 de fevereiro de 2024, uma animação de fã derivada da música, "Pure Pure", criada por "channel", rapidamente se tornou popular no X (antigo Twitter) e no TikTok, e rapidamente se tornou o tema de vários memes da Internet devido à sua natureza viral.
Em 3 de março, Omutatsu publicou uma fanart dessa música criada em colaboração com o canal.

## Desempenho nas paradas de músicas
A música estreou em segundo lugar na parada Billboard Japan Niconico Vocaloid Songs Top 20 para a semana de 24 de maio de 2023, retornando a ocupar essa posição nessa parada em 4 de outubro de 2023.
Influenciada pela animação "Pure Pure" que se tornou viral, "Rabbit Hole" subiu rapidamente nas paradas de vários países. Em 7 de março de 2024, estreou na parada Billboard Global Japan Songs excl. Japan e ficou em 16.º lugar nos Estados Unidos e perto do top 20 na Coreia do Sul e no Reino Unido. Em 21 de março, nessa parada, ficou em 2.º lugar nos Estados Unidos, 4.º no Reino Unido, 19.º na Coreia do Sul e na Tailândia e 20.º no Brasil. Foi classificada em quarto lugar na tabela Niconico Vocaloid Songs Top 20 em 20 de março. Em junho de 2024, a música ficou em 5.º lugar na Billboard Japan Niconico Vocaloid Songs para o primeiro semestre de 2024. A música ficou em 6.º lugar na Billboard Japan 2024 Niconico Vocaloid Songs Year-end chart.